# لقلق أبيض شرقي
اللقلق الأبيض الشرقي (Ciconia boyciana) هو طائر من الطيور الخواضة التي تنتمي إلى عائلة اللقلق، له ريش أبيض في كل أنحاء الجسم إلا في طرف الذيل والأجنحة ولونها أسود، وهي تمثل اللقلق الأبيض الأوروبي ، وهي أكبر من اللقلق الأبيض ويصل طولها حوالي 100-129 سم ووزنها ما بين 4-4.5 كغ ويصل طول الجناح 2.22 م، ولديها جلد أحمر حول عينيها، كلا الجنسين متشابهان، ولكن الأنثى أصغر من الذكر.
- فيما مضى، كانت هذه الطيور تتواجد في اليابان والصين وكوريا وروسيا، ولكنها إنقرضت في كل من اليابان وشبه الجزيرة الكورية. في أيار/ مايو 2007 أبلغ مشاهدة هذه الطيور في اليابان لأول مرة منذ 40 عاما في البرية، وذلك كنت بقيام تناسل بين لقلقين في الأسر بعد تربيتها، والقالق تهاجر إلى الصين في أيلول / سبتمبر وتعود في مارس.
- هذه الطيور انفرادية باستثناء وقت التزاوج، ويتكون نظامها الغذائي من الأسماك في المقام الأول، والضفادع والحشرات والطيور والزواحف الصغيرة، "وكذلك القوارض. وتضع الإناث عادة ما بين 2-6 بيوض.
- ونظرا لفقدان الموائل والإفراط في الصيد، يصنف اللقلق الأبيض الشرقي من الطيور المعرضة للخطر وهي مسجلة على القائمة الحمراء للأنواع المهددة. وهي مدرجة في الملحق الأول من الاتفاقية.

## مراجع

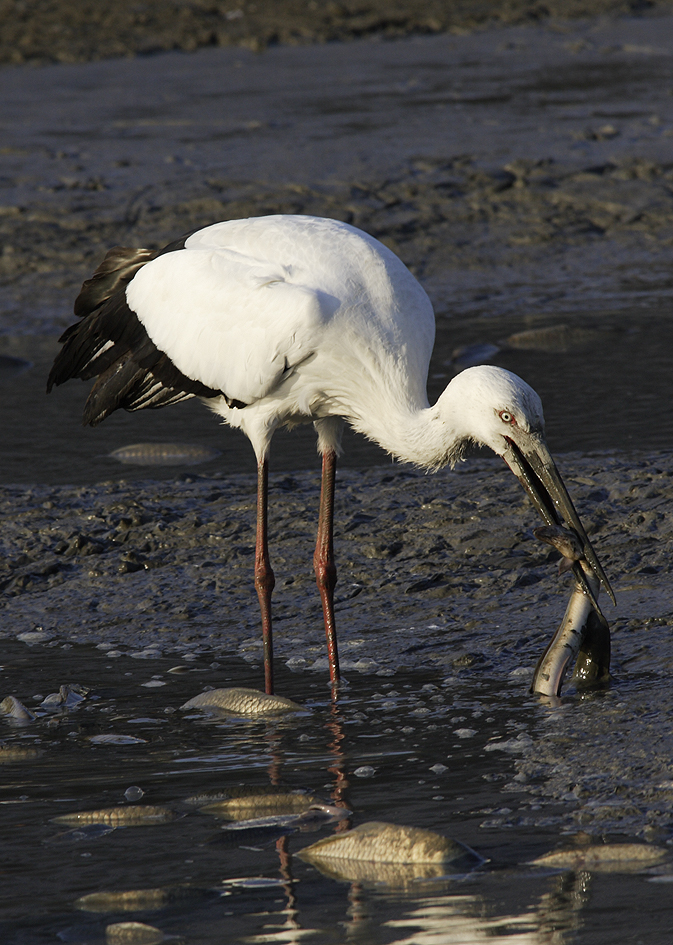
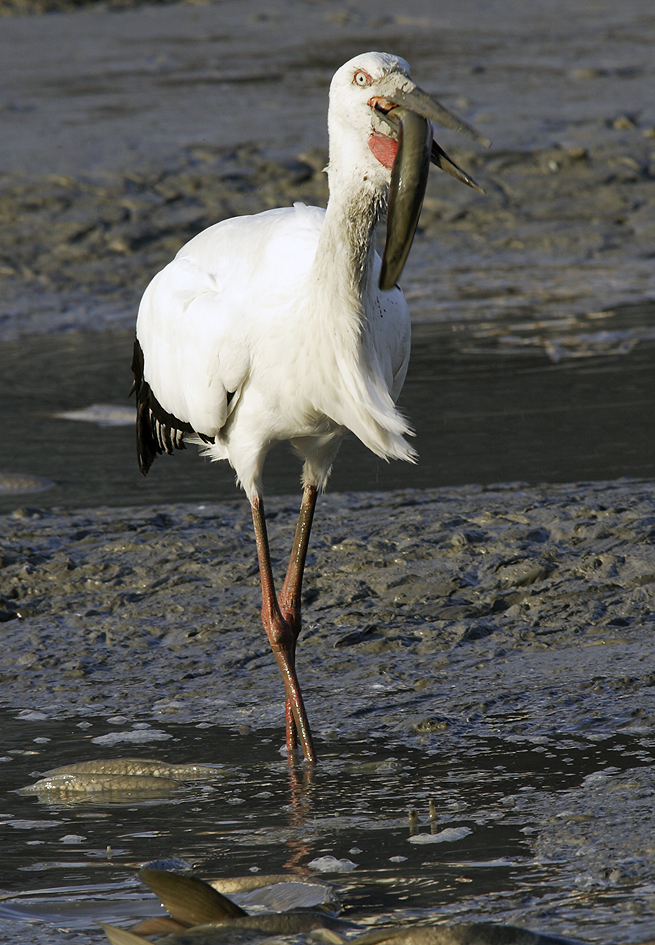
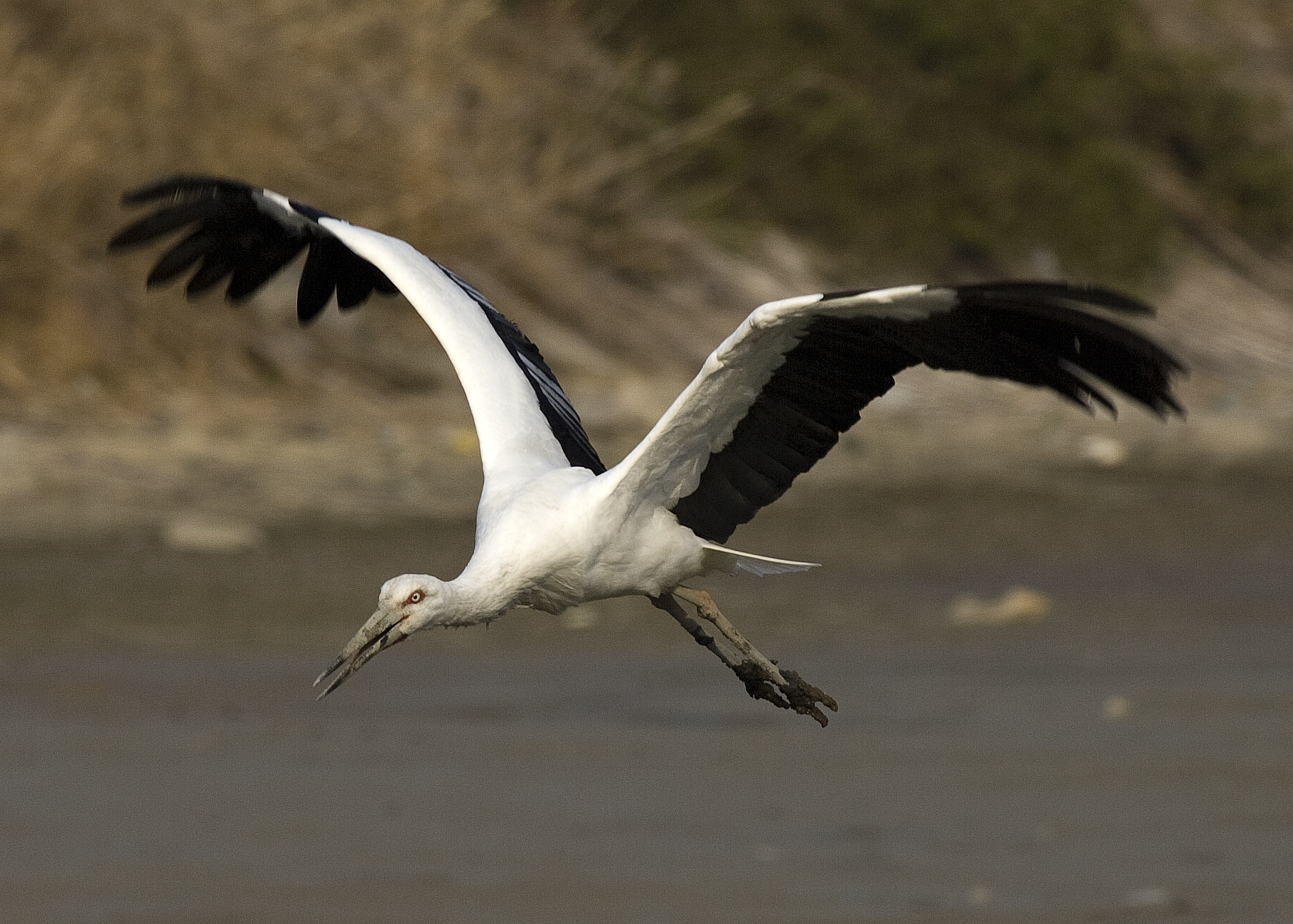